# Piers Sellers
Piers John Sellers (Crowborough, 11 april 1955 – Houston, 23 december 2016) was een Brits-Amerikaans ruimtevaarder. Zijn eerste ruimtevlucht was STS-112 met de spaceshuttle Atlantis en vond plaats op 7 oktober 2002. Tijdens de missie werd de Integrated Truss Structure (ITS) naar het Internationaal ruimtestation ISS gebracht.
Sellers maakte deel uit van NASA Astronaut Group 16. Deze groep van 44 ruimtevaarders begon hun training in 1996 en had als bijnaam The Sardines.
In totaal heeft Sellers drie ruimtevluchten op zijn naam staan, waaronder meerdere missies naar het Internationaal ruimtestation ISS. Tijdens zijn missies maakte hij zes ruimtewandelingen. In 2011 verliet hij NASA en ging hij als astronaut met pensioen.
Sellers overleed op 61-jarige leeftijd aan de gevolgen van alvleesklierkanker.